# Tommy Tuberville
Thomas Hawley Tuberville, detto Tommy (Camden, 18 settembre 1954), è un politico e allenatore di football americano statunitense, senatore per lo stato dell'Alabama a partire dal 2021 e membro del Partito Repubblicano.

## Biografia
Nato a Camden in Arkansas, si è laureato in educazione fisica alla Southern Arkansas University.
Dal 1995 ha intrapreso la carriera di allenatore di football americano. Dal 1995 al 1997 è stato il primo allenatore di football all'Università del Mississippi, dal 1999 al 2008 all'Università di Auburn, dal 2010 al 2012 alla Texas Tech University e dal 2013 al 2016 all'Università di Cincinnati.
Nel 2004 ha vinto i premi Walter Camp e Bear Bryant come allenatore dell'anno vincendo la Southeastern Conference e il Sugar Bowl con l'Università di Auburn.
Nel 2015 è stato presidente dell'Associazione nazionale americana degli allenatori di football (AFCA). Nel 2017 ha lavorato come commentatore tecnico del college football ad ESPN.
Nell'agosto 2018 si è trasferito dalla Florida all'Alabama con l'intenzione di candidarsi al Senato nel 2020, candidatura che ha annunciato ufficialmente nell'aprile 2019. Le sue posizioni sono di forte sostegno al Presidente Donald Trump, contrarie all'aborto, favorevoli all'abolizione dell'Obamacare e favorevoli alla costruzione del muro al confine con il Messico. Inoltre sostiene che i cambiamenti climatici non siano un problema in quanto il clima "non cambierà in modo tale da colpire l'uomo neanche nei prossimi 400 anni".
Il 3 marzo 2020 è il più votato alle primarie repubblicane con il 33,4% dei voti accedendo ad un ballottaggio contro l'ex senatore e procuratore generale degli Stati Uniti Jeff Sessions. Prima del ballottaggio, riceve l'endorsement di Trump, soprattutto a causa dei suoi passati contrasti con Sessions in occasione delle indagini sulle influenze russe sulle elezioni del 2016 quando Sessions da procuratore generale aveva ricusato sé stesso. Durante la campagna, Tuberville attaccò Sessions per non essere stato "abbastanza uomo da battersi per il Presidente Trump nel momento più difficile". Nel ballottaggio del 14 luglio, Tuberville sconfisse Sessions con il 60,7% dei voti vincendo poi le elezioni generali del 3 novembre contro il senatore uscente democratico Doug Jones con il 60,4% dei voti.
Dopo l'elezione ha rilasciato una controversa intervista al quotidiano Alabama Daily News in cui ha dichiarato in maniera errata che nel teatro europeo della seconda guerra mondiale si era combattuto per liberare l'Europa dal socialismo (anziché dal nazifascismo), che i tre rami del Governo statunitense fossero Senato, Camera dei rappresentanti ed esecutivo (anziché legislativo, esecutivo e giudiziario) e che avrebbe sfruttato il suo ruolo di Senatore per raccogliere fondi per le campagne elettorali dei colleghi repubblicani (azione espressamente vietata dalle regole etiche del Senato). Tale intervista ha suscitato numerose critiche.

## Vita privata
Tuberville sposò Vicki Lynn Harris, anche lei di Camden, Arkansas, e diplomata alla Harmony Grove High School, il 19 dicembre 1976. Successivamente divorziarono. Nel 1991, Tuberville ha sposato Suzanne (nata Fette) di Guilford, Indiana; hanno due figli.
Tuberville ha investito 1,9 milioni di dollari in GLC Enterprises, che la Securities and Exchange Commission ha definito uno schema Ponzi da 80 milioni di dollari. Ha perso circa 150.000 dollari quando l'attività ha chiuso nel 2011.
Durante la sua permanenza ad Auburn, Tuberville ha partecipato attivamente alla Auburn Church of Christ. Gli piace la musica country e western.